# ビアトレス・ファーベ
ビアトレス・ファーベ（Beatrice Farve、1895年4月30日 - 2009年1月19日）は、ギネス世界記録で認定された人物の中で長寿世界第2位であったアメリカ合衆国ジョージア州の女性。アメリカ合衆国で2番目に長寿の人物であり、アフリカ系アメリカ人でも2番目であった。
いずれも当時の1位はカリフォルニア州に住むガートルード・ベインズであった。しかしジョージア州出身で現在も在住の人物としては最高齢であった。ベインズは同じ頃、カリフォルニア州に在住であった。

## 来歴
1895年にジョージア州スプリング・ブラフで生まれ、1910年を過ぎてから同州ブランズウィックに移り住んだ。そこで1921年に第一次世界大戦の退役軍人であるデニス・ジョン・ファーベと結婚し、5人の子どもをもうけた。死去した際も、全員が存命していた。
1933年にカトリック教徒となり、1946年に有権者登録を行った。長い間、ジョージア州のシー・アイランドにある高級ホテルにて部屋の清掃員として働いた。最大の趣味は、庭で働くことであった。老後はエイボン・プロダクツの製品を100歳になるまで販売し、106歳の時に家族に車の鍵を取り上げられるまで自身で運転した。
2009年1月19日午後、眠ったまま死去。113歳264日没。